# Počitek na begu v Egipt (David, Antwerpen)
Počitek na letu v Egipt je oljna slika iz okrog leta 1515 staronizozemskega, flamskega slikarja Gerarda Davida, ki je zdaj v Kraljevem muzeju likovnih umetnosti Antwerpen. Primerjamo jo lahko z drugimi deli na isto temo istega slikarja v Madridu, Washingtonu in New Yorku ter Marijo z otrokom v Rotterdamu.
Beg v Egipt izhaja iz Matejevega evangelija (Mt 2,13-18), čeprav ne omenja počitka, ki izhaja iz apokrifnih poročil. V mnogih obdobjih je bila priljubljena tema za slikarje. David je prizor večkrat naslikal z različnimi kompozicijami, verjetno ne kot rezultat naročil, ampak preprosto naslikal, da bi ga dal na trg. Mnogi med njimi so skoraj enaki, in se razlikujejo v le nekaj majhnih podrobnostih. Vendar pa David osredotoča pozornost na sedečo Devico Marijo, ki doji otroka Jezusa, sedeča pred globokim gozdom. V oddaljenem ozadju je po navadi prizor, povezan bodisi s počitkom bodisi s potovanjem v Egipt.
Različica Antwerpna nadomešča prizor Bega v Egipt v verziji Prado s prizorom Jožefa in osla, ki počiva. Nekateri imajo za kopijo Adriana Isenbrandta.

## Galerija podobnih slik
- Počitek na begu v Egipt,(1501-1520), Gerard David, Museu Nacional de Arte Antiga, Lizbona
- Počitek na begu v Egipt (okoli 1505), Gerard David, Narodna galerija Washington
- Počitek na begu v Egipt (1512-1515), Gerard David, Metropolitanski muzej umetnosti, New York
- Počitek na begu v Egipt (okoli 1515), Gerard David, muzej Prado, Madrid
- Počitek na begu v Egipt (okoli 1515), Gerard David, Kraljevi muzej likovnih umetnosti, Antwerpen
- Marija in otrok v pokrajini (okoli 1520), Gerard David, Museum Boijmans Van Beuningen, Rotterdam